# Cephalobrachia macrochaeta
Cephalobrachia macrochaeta is een slakkensoort uit de familie van de Clionidae. De wetenschappelijke naam van de soort is voor het eerst geldig gepubliceerd in 1913 door Bonnevie.